# Kocioł centralnego ogrzewania

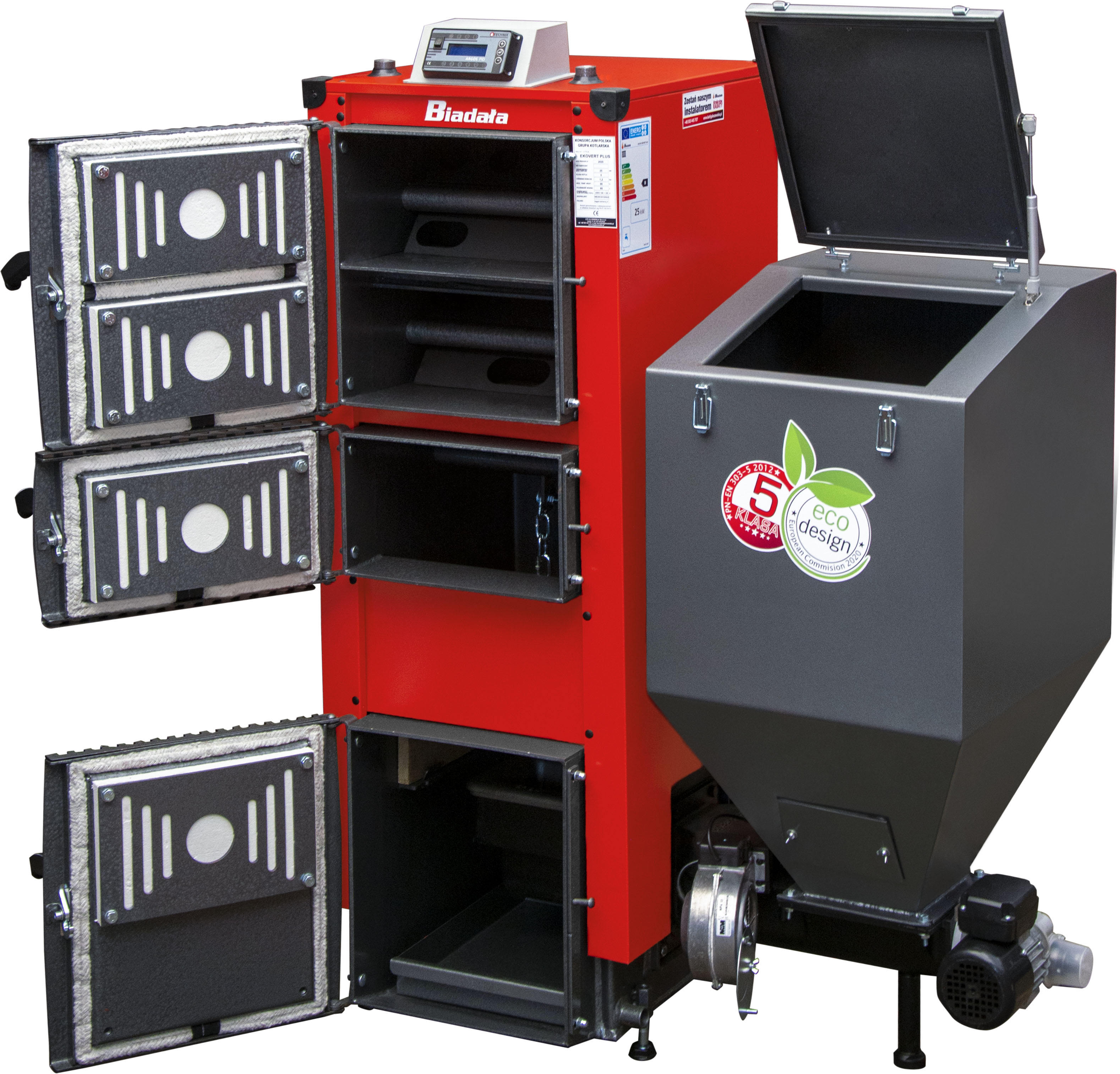
Kocioł retortowy z zasobnikiem paliwa

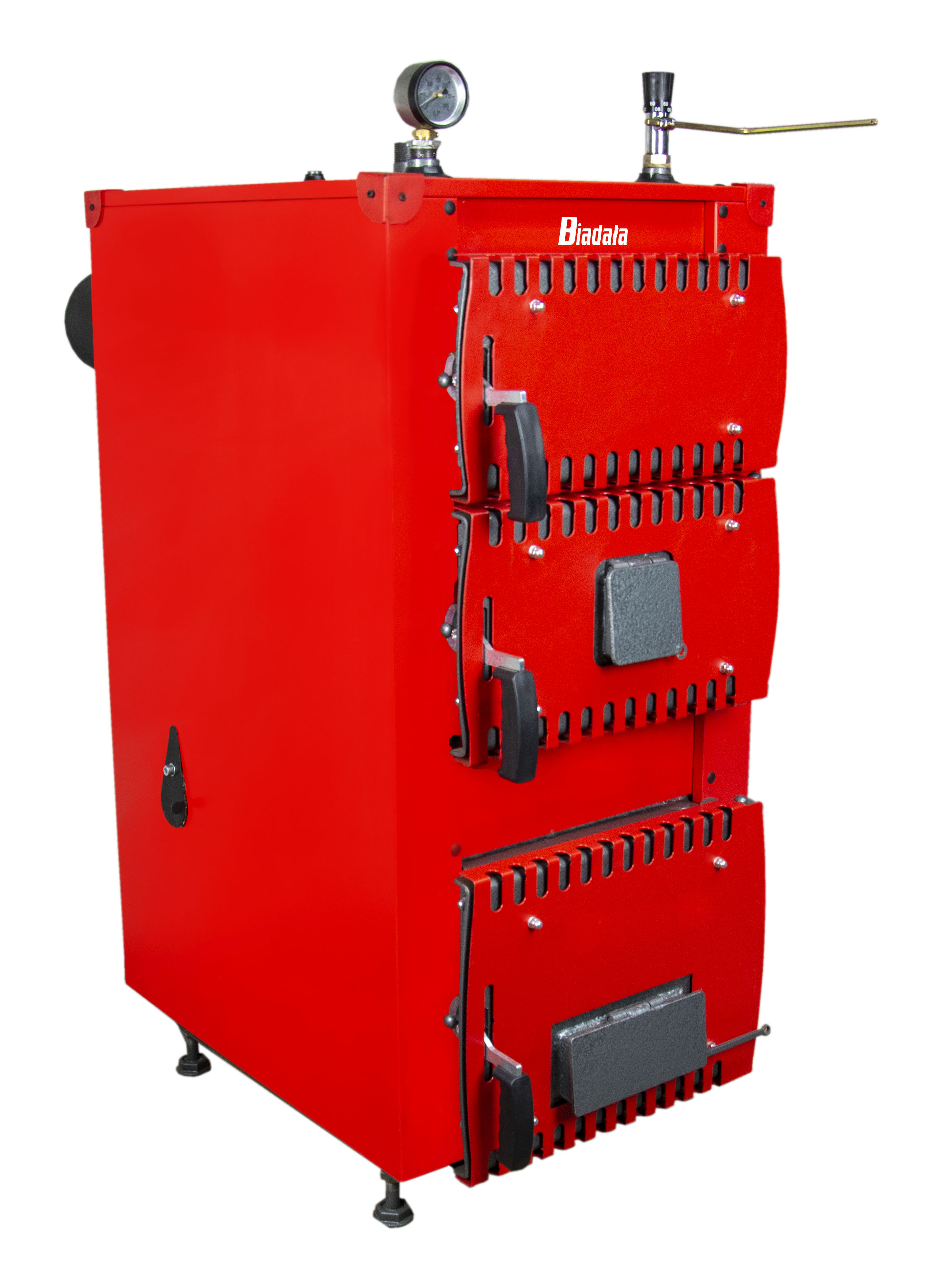
Kocioł zasypowy na węgiel dolnego spalania, z miarkownikiem ciągu

Kocioł centralnego ogrzewania – urządzenie do spalania paliw stałych (węgiel, koks, drewno, pellet), ciekłych (olej opałowy, mazut) oraz gazowych (gaz ziemny, skroplony propan-butan) w celu podgrzania nośnika ciepła (najczęściej wody) cyrkulującego w obiegu centralnego ogrzewania.
W odróżnieniu od pieca, który wytworzone ciepło oddaje do otoczenia, kocioł oddaje ciepło substancji przenoszącej je, a podgrzane medium przenoszone jest w inne miejsce, np. do grzejnika, gdzie jest wykorzystywane.
Nowoczesne kotły c.o. mogą być wyposażone w automatyczny podajnik paliwa i wentylator wdmuchujący powietrze do paleniska, oraz sterownik, sterujący działaniem wentylatora, podajnika paliwa i pomp obiegowych.

## Podział kotłów
- w zależności od materiału użytego do ich budowy:
  - żeliwne
  - stalowe
- w zależności od rodzaju nośnika ciepła:
  - kotły wodne,
    - kotły niskotemperaturowe; temperatura zasilania < 100 °C
    - kotły średniotemperaturowe; 100 °C ≤ temperatura zasilania < 115 °C,
    - kotły wysokotemperaturowe: temperatura zasilania > 115 °C,

  - kotły parowe,
    - kotły niskiego ciśnienia: p ≤ 0,07 MPa,
    - kotły wysokiego ciśnienia: p > 0,07 MPa,
- ze względu na rodzaj spalanego paliwa:
  - kotły na paliwo stałe (np. węgiel, drewno, pellety),
    - górnego spalania (górny wyciąg spalin),
    - dolnego spalania (dolny wyciąg spalin),
    - z górnym i dolnym wyciągiem spalin
    - retortowe

  - kotły na paliwo ciekłe (np. olej),
  - kotły na paliwo gazowe (np. gaz ziemny).
- ze względu na temperaturę spalin:
  - kotły klasyczne
  - kotły kondensacyjne
- ze względu na sposób pobierania powietrza:
  - z ciągiem grawitacyjnym
  - z nadmuchem
- ze względu na sposób regulacji temperatury:
  - bez regulacji lub z regulacją ręczną,
  - regulacja miarkownikiem ciągu, mechanicznym lub elektromechanicznym
  - regulacja nadmuchem sterowanym procesorem,
    - z cyklicznym włączaniem wentylatora, w zależności od temperatury
    - z regulacją wydajności regulatora i zaawansowanymi procedurami regulacji nadmuchu (PID)